# Yernée-Fraineux
Yernée-Fraineux is een plaats in de Belgische provincie Luik en een deelgemeente van Nandrin. De deelgemeente bestaat uit Yernée en Fraineux.

## Geschiedenis
De gemeente ontstond in 1823 toen de gemeenten Yernée en Fraineux werden samengevoegd.
Bij de gemeentelijke fusies van 1977 werd Yernée-Fraineux een deelgemeente van Nadrin.

## Demografische ontwikkeling
- Bronnen:NIS, Opm:1831 tot en met 1970=volkstellingen, 1976= inwoneraantal op 31 december

## Galerij

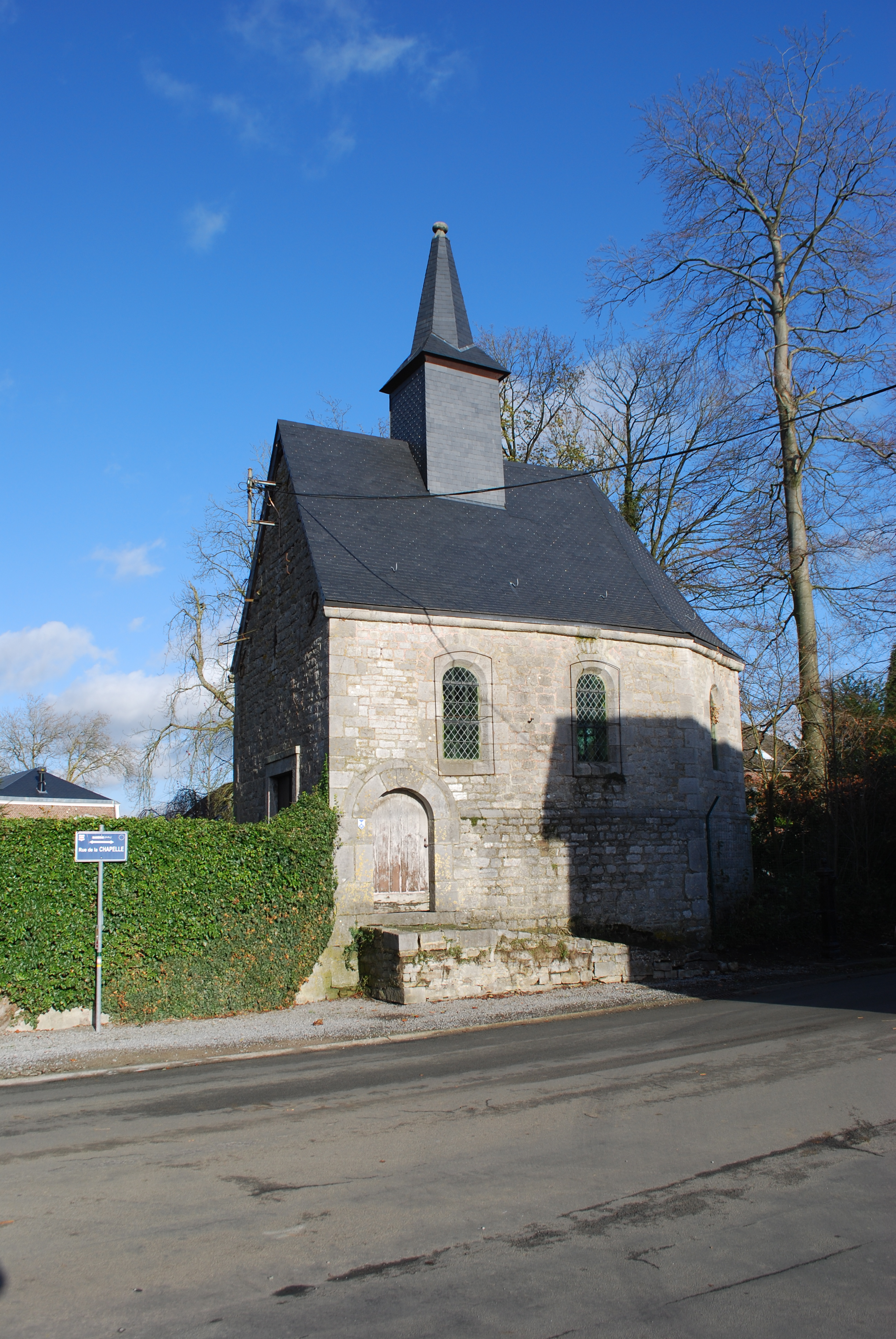
Kapel van het kasteel van Fraineux
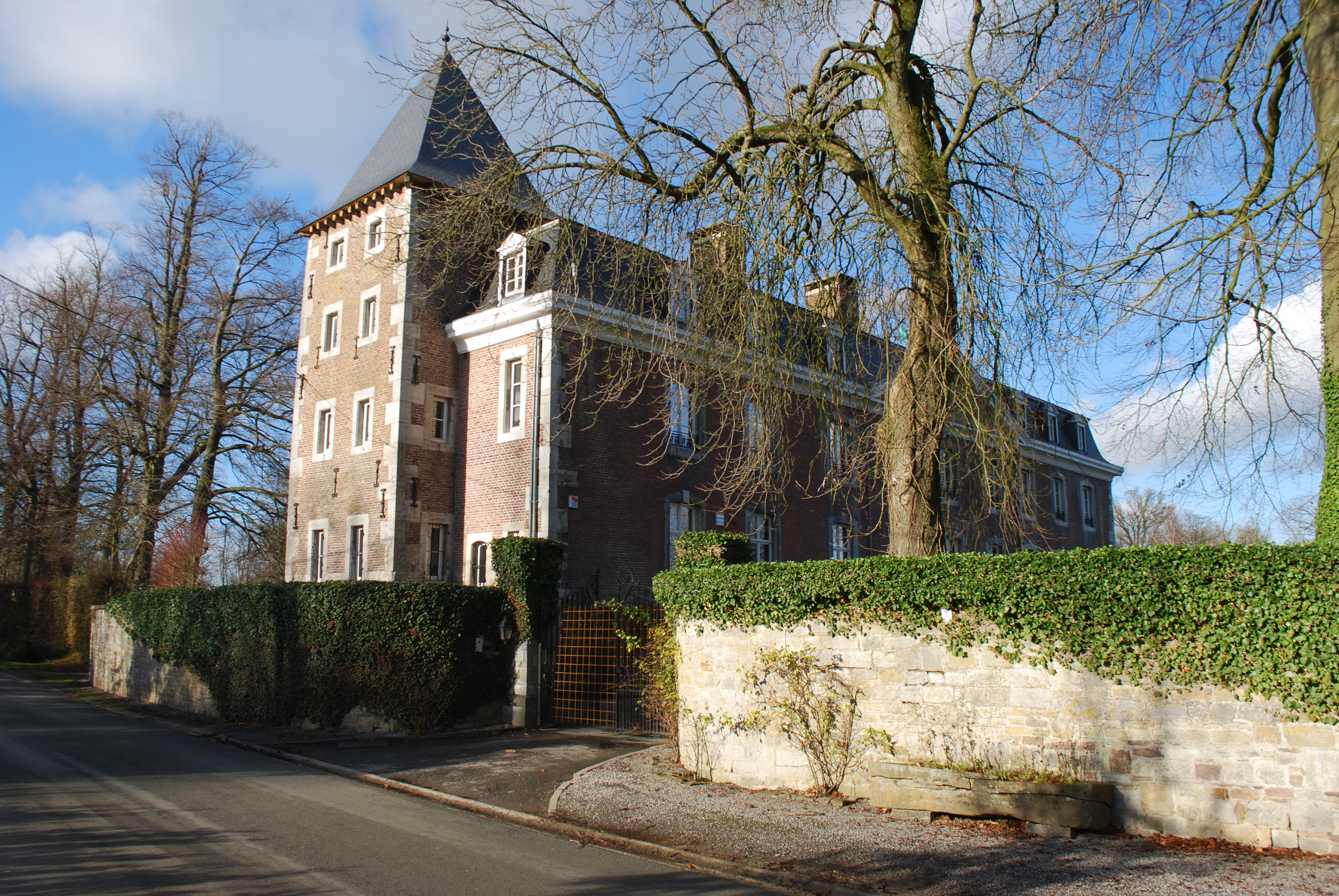
Kasteel van Fraineux
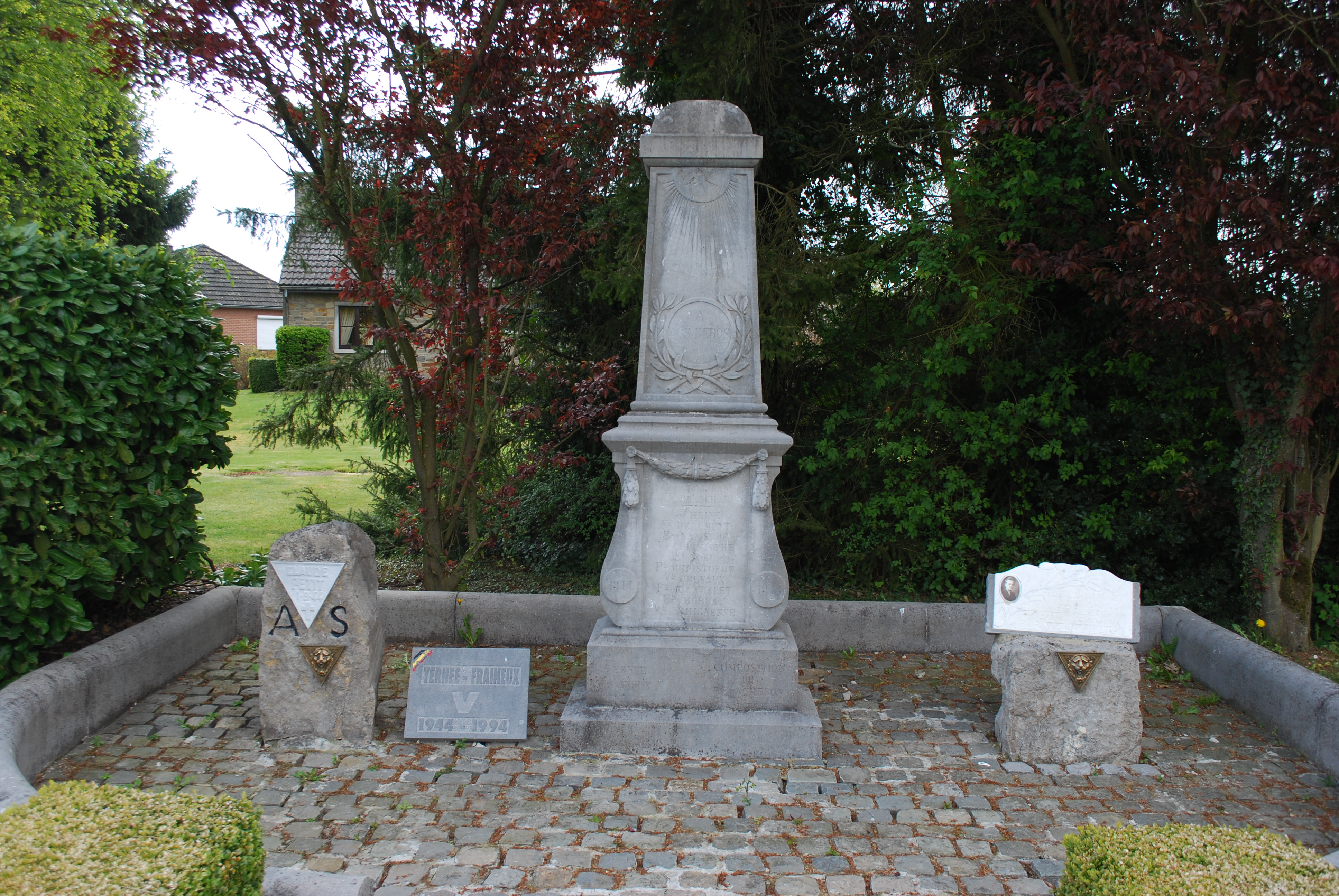
Monument voor doden Yernée-Fraineux
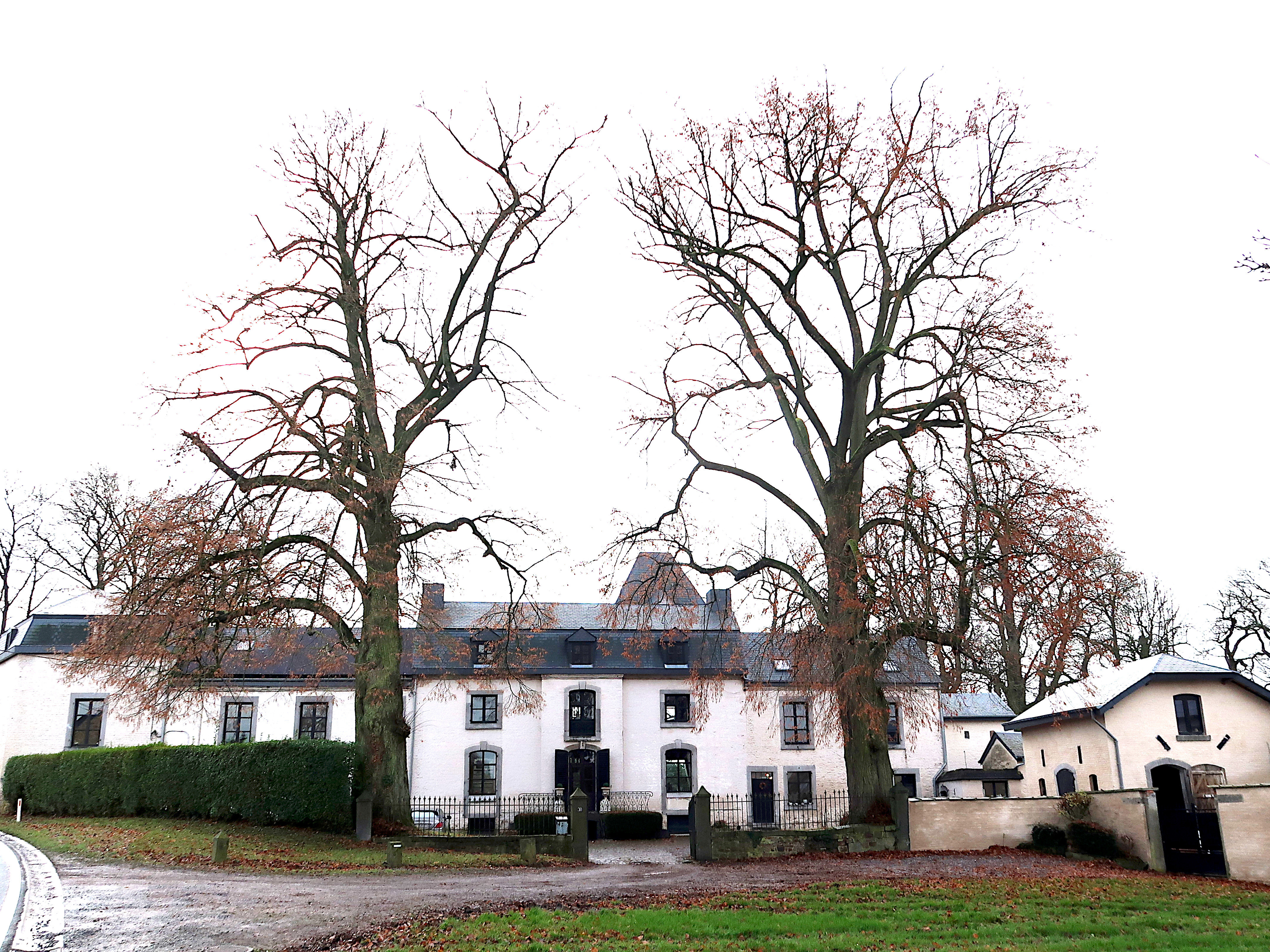
Kasteel van Yernée
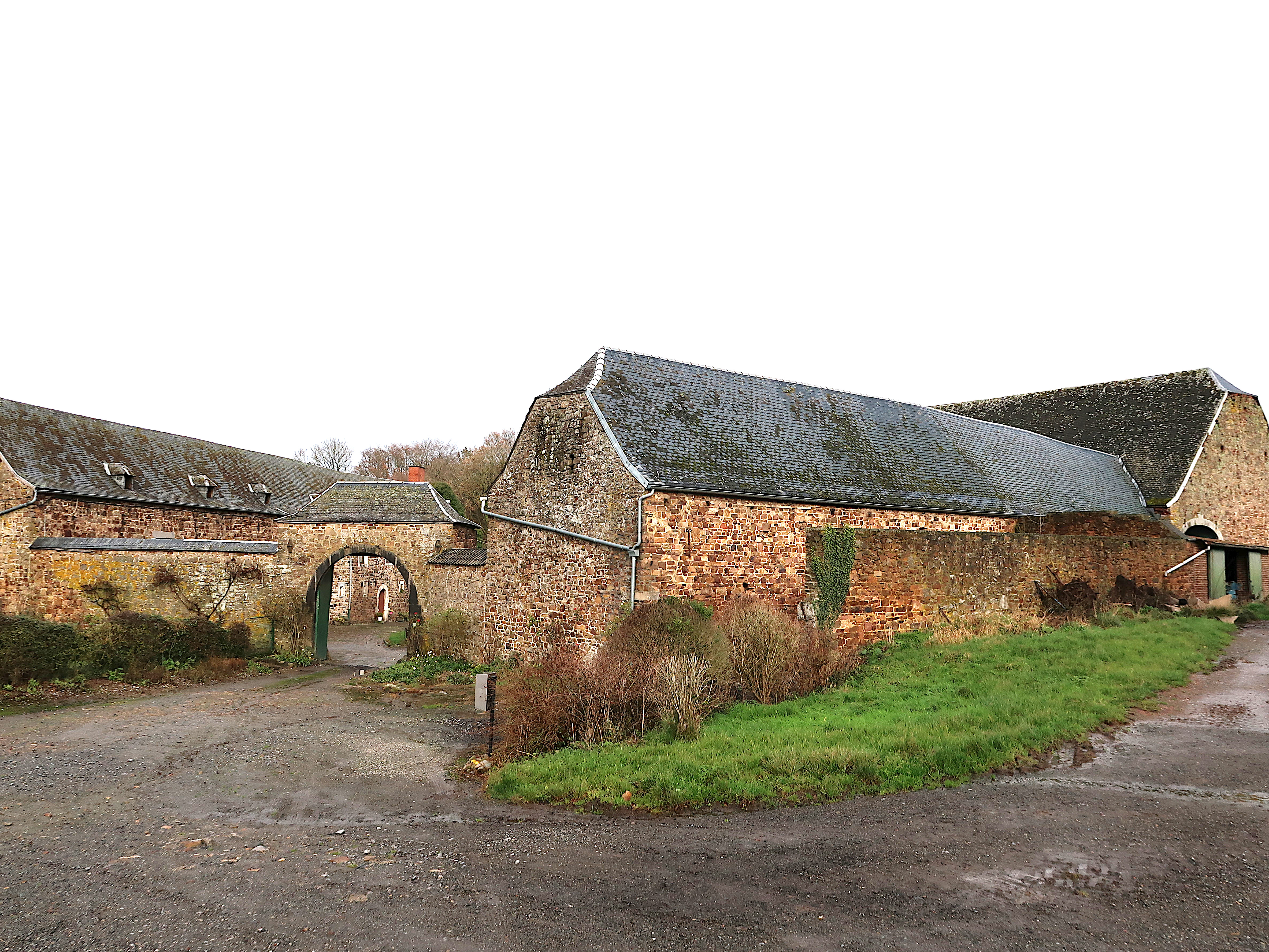
Vierkantshoeve in Yernée
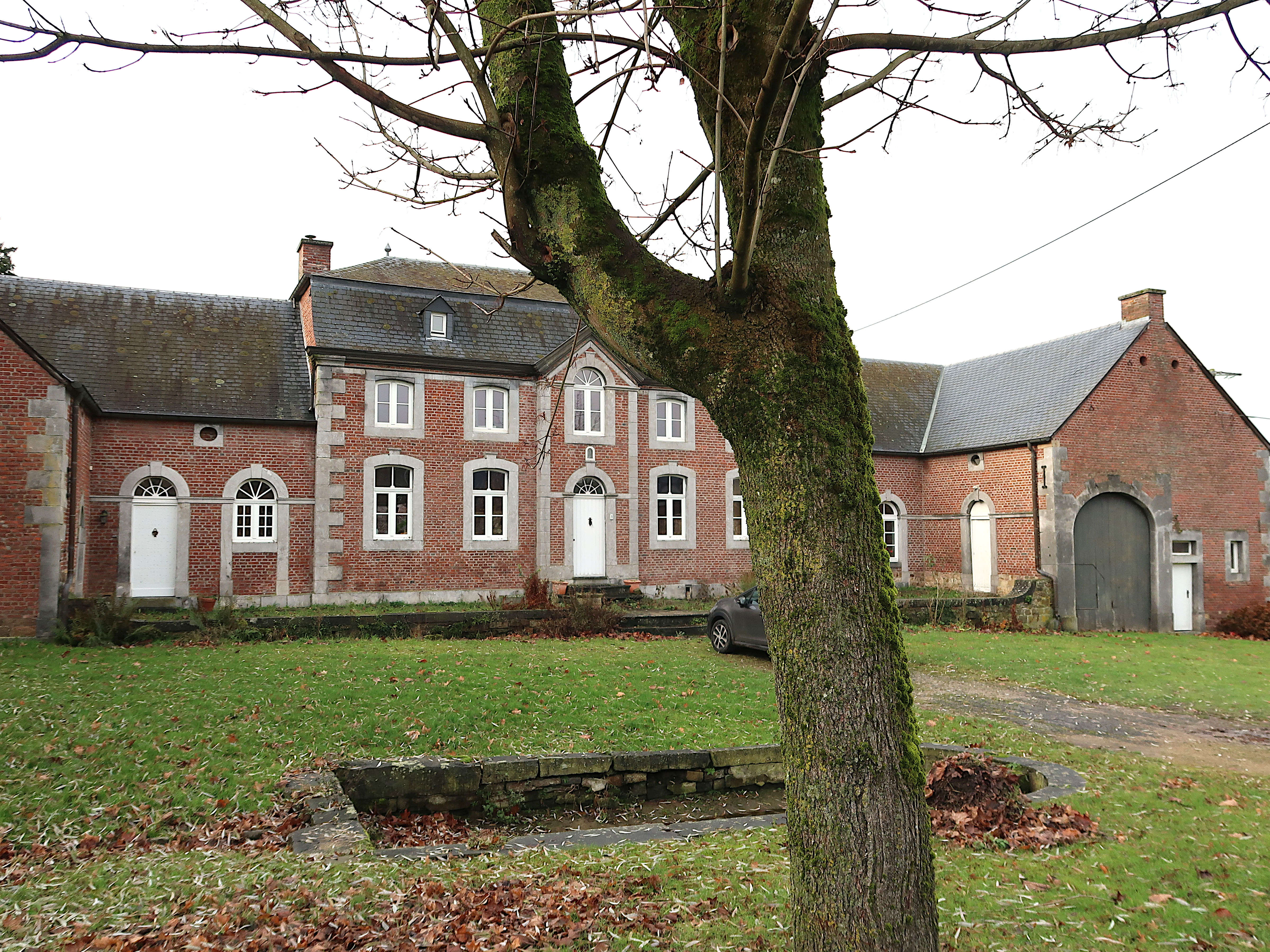
Woning uit 1787 in Yernée